# Prasinocyma pumilata
Prasinocyma pumilata là một loài bướm đêm trong họ Geometridae.